# 汉字房
《汉字房》（：／ Hanjamaru */?）是由韩国游戏开发商Eduflo公司开发的二維横版型益智网络游戏，於2009年4月1日开始公测。游戏於2012年9月10日停运。